# ルジチ
ルジチ（クロアチア語:Ružić）は、クロアチア、ダルマチア地方の村、およびそれを中心とした基礎自治体。シベニク＝クニン郡に属する。住民のほぼすべてがクロアチア人である。クニンおよびスプリトから50キロメートル程度。
マルコ・ペルコヴィッチの出身地チャヴォグラヴェはルジチ自治体にある。

## 町村
ルジチ自治体には、以下の町村が含まれる。
- Baljci
- チャヴォグラヴェ
- Gradac
- Kljake
- Mirlović Polje
- Moseć
- Otavice
- Ružić
- Umljanović